# Калитино (селище, Ленінградська область)
Калитино (рос. Калитино) — селище у Волосовському районі Ленінградської області Російської Федерації.
Населення становить 1479 осіб. Належить до муніципального утворення Калитинське сільське поселення.

## Історія
Від 1 серпня 1927 року належить до Ленінградської області.

## Населення
| 1997 | 2007  | 2010  | 2017  |
| ---- | ----- | ----- | ----- |
| 1760 | ↘1639 | ↗1649 | ↘1479 |